# Zpětný kanál
Zpětný kanál je v datovém okruhu kanál, kterým se přenášejí řídicí a kontrolní signály z datového spotřebiče do datového zdroje, tj. v opačném směru, než kterým probíhá přenos dat. Zpětný kanál se může používat pro přenos požadavků, řídicích informací, potvrzení nebo signálů pro opravu chyb. Přenosová kapacita zpětného kanálu je obvykle menší než primárního kanálu, což je dopředný kanál pro přenos uživatelských informací. Například upstream kanál ADSL je považován za zpětný kanál pro některé druhy analýz i a jeho přenosová kapacita je typicky menší než jedna čtvrtina downstream kanálu.
Při přenosu dat je zpětný kanál sekundární kanál, kterým se přenašejí data opačným směrem než primárním, tj., dopředným kanálem, určeným pro přenos uživatelských informací. Směr přenosu ve zpětném kanálu je omezen řídicím obvodem rozhraní, který řídí směr přenosu v primárním kanálu.